# Konvergenz (Meteorologie)

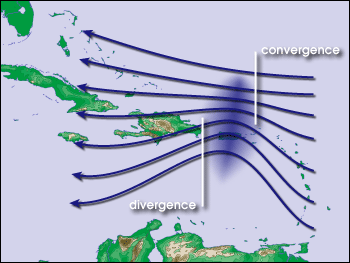
Konvergenz- und Divergenzgebiete bei der Entstehung eines Hurrikans in der Karibik

Konvergenz bezeichnet in der Meteorologie einen horizontalen Zufluss von Luftmassen in ein Gebiet relativ niedrigen Luftdrucks, also ein Tiefdruckgebiet. Die hierbei auftretenden Winde strömen dabei immer vom Gebiet des höheren Luftdrucks zum Gebiet niederen Drucks. Den Bereich, in dem die Konvergenzbewegung dieser Luftmassen auftritt, bezeichnet man als Konvergenzzone und sein Zentrum, welches durch den Punkt des niedrigsten Luftdrucks gekennzeichnet ist, als Konvergenzzentrum.
Die Bewegungsrichtung der konvergierenden Luftmassen wird in Wetterkarten durch eine Auswertung des Stromlinienfeldes ermittelt und durch Konvergenzlinien gekennzeichnet. Die der Konvergenzerscheinung zugrunde liegende Kraft bezeichnet man als Gradientkraft, wobei zusätzlich auch Corioliskraft, Bodenreibung und morphologisch bedingte Einflüsse wie Täler und Berge eine Rolle spielen. 
Andere Vorgänge können Folge der Konvergenzerscheinung sein, gleichzeitig mit ihr auftreten oder sie überlagern, beispielsweise:
- Jede horizontale Konvergenzerscheinung führt aufgrund der Massenerhaltung zu Auf- oder Abwinden.
- Vertikale Luftbewegungen werden in der Meteorologie Konvektion genannt.
- Horizontale Luftbewegungen über dem Boden in Richtung höherer Temperatur werden in der Meteorologie Advektion genannt.
- Wenn Luftmassen in Richtung der Erdoberfläche absinken und schließlich auseinander fließen, spricht man von Divergenz.

In Formeln ausgedrückt gilt für einen konvergenten Luftstrom
{\displaystyle \operatorname {div} {\vec {V}}_{2}={\frac {\partial u}{\partial x}}+{\frac {\partial v}{\partial y}}<0}
mit
- dem Divergenzoperator {\displaystyle \operatorname {div} }
- dem 2D-Windvektor {\displaystyle {\vec {V}}_{2}}
- der zonalen Windkomponente {\displaystyle u} und
- der meridionalen Windkomponente {\displaystyle v}.